# Codajás
Codajás is een gemeente in de Braziliaanse deelstaat Amazonas. De gemeente telt 16.291 inwoners (schatting 2009).
De gemeente grenst aan Coari, Caapiranga, Maraã, Beruri en Anori.